# Wolffiella caudata
Wolffiella caudata là một loài thực vật có hoa trong họ Ráy (Araceae). Loài này được Landolt miêu tả khoa học đầu tiên năm 1992.